# ويست روتلاند (فيرمونت)
ويست روتلاند (بالإنجليزية: West Rutland, Vermont)‏ هي بلدة تقع في مقاطعة روتلاند (فيرمونت) بولاية فيرمونت في الولايات المتحدة. تبلغ مساحتها 46.6 (كم²)، وترتفع عن سطح البحر 149 م، بلغ عدد سكانها 2326 نسمة في عام 2010 حسب إحصاء مكتب تعداد الولايات المتحدة .

## المناخ
يظهر الجدول التالي التغييرات المناخية على مدار السنة لويست روتلاند:
| البيانات المناخية لـويست روتلاند  | البيانات المناخية لـويست روتلاند | البيانات المناخية لـويست روتلاند | البيانات المناخية لـويست روتلاند | البيانات المناخية لـويست روتلاند | البيانات المناخية لـويست روتلاند | البيانات المناخية لـويست روتلاند | البيانات المناخية لـويست روتلاند | البيانات المناخية لـويست روتلاند | البيانات المناخية لـويست روتلاند | البيانات المناخية لـويست روتلاند | البيانات المناخية لـويست روتلاند | البيانات المناخية لـويست روتلاند | البيانات المناخية لـويست روتلاند |
| الشهر                             | يناير                            | فبراير                           | مارس                             | أبريل                            | مايو                             | يونيو                            | يوليو                            | أغسطس                            | سبتمبر                           | أكتوبر                           | نوفمبر                           | ديسمبر                           | المعدل السنوي                    |
| --------------------------------- | -------------------------------- | -------------------------------- | -------------------------------- | -------------------------------- | -------------------------------- | -------------------------------- | -------------------------------- | -------------------------------- | -------------------------------- | -------------------------------- | -------------------------------- | -------------------------------- | -------------------------------- |
| متوسط درجة الحرارة الكبرى °م (°ف) | −1 (30)                          | 1 (33)                           | 6 (42)                           | 13 (56)                          | 20 (68)                          | 25 (77)                          | 27 (81)                          | 26 (79)                          | 22 (71)                          | 16 (60)                          | 8 (47)                           | 1 (34)                           | 14 (57)                          |
| المتوسط اليومي °م (°ف)            | −7 (20)                          | −6 (22)                          | 0 (32)                           | 7 (45)                           | 13 (56)                          | 18 (65)                          | 21 (69)                          | 20 (68)                          | 16 (60)                          | 9 (49)                           | 3 (38)                           | −3 (26)                          | 8 (46)                           |
| متوسط درجة الحرارة الصغرى °م (°ف) | −12 (11)                         | −11 (12)                         | −6 (22)                          | 1 (33)                           | 7 (44)                           | 12 (53)                          | 14 (58)                          | 13 (56)                          | 9 (48)                           | 3 (38)                           | −2 (29)                          | −8 (17)                          | 2 (35)                           |
| الهطول مم (إنش)                   | 61 (2.4)                         | 51 (2.0)                         | 64 (2.5)                         | 71 (2.8)                         | 89 (3.5)                         | 97 (3.8)                         | 110 (4.2)                        | 97 (3.8)                         | 94 (3.7)                         | 81 (3.2)                         | 79 (3.1)                         | 64 (2.5)                         | 950 (37.5)                       |
| متوسط أيام هطول الأمطار           | 12                               | 10                               | 11                               | 11                               | 13                               | 12                               | 11                               | 11                               | 10                               | 11                               | 12                               | 12                               | 136                              |
| المصدر: Weatherbase               |                                  |                                  |                                  |                                  |                                  |                                  |                                  |                                  |                                  |                                  |                                  |                                  |                                  |

## وصلات خارجية
- The US50 - Cities and Towns in Vermont State
- Vermont Cities and Towns, Facts, Map, Flag, Colleges, Government, and More